# سيجا 32إكس
سيجا 32إكس (بالإنجليزية: Sega 32X)‏ ويعرف في اليابان باسم سوبر 32X (باليابانية:スーパー32X) هو جهاز ألعاب فيديو، صدر في الولايات المتحدة بتاريخ 21 نوفمبر 1994م، وكان جهاز سيجا 32 إكس يدعم بشكل مطلق لنظام ميجا درايف ، وتوقف إصداره نهائيا عام 1996م، أي بعد عامين من إصدار الجهاز الإلكتروني.